# Coryphantha panarottoi
Coryphantha panarottoi là một loài thực vật có hoa trong họ Cactaceae. Loài này được Halda & Horácek mô tả khoa học đầu tiên năm 1999.